# Joseph Brossard
Pour les articles homonymes, voir Brossard et Beausoleil.
 (juillet 2022).
Si vous disposez d'ouvrages ou d'articles de référence ou si vous connaissez des sites web de qualité traitant du thème abordé ici, merci de compléter l'article en donnant les références utiles à sa vérifiabilité et en les liant à la section « Notes et références ».
Joseph Brossard (ou Broussard) dit Beausoleil (né à Port-Royal en 1702, mort en Louisiane en 1765) était le chef de la résistance de la vallée de la rivière Petitcodiac durant la déportation des Acadiens.

## Biographie
Joseph Broussard est né en 1702 à Port-Royal. Son père était Jean-François Broussard et sa mère Catherine Richard. 
En septembre 1725, à Annapolis Royal, Joseph Broussard épousa Agnès Thibodeau, fille de Michel Thibodeau (Tibaudeau) et d’Agnès Dugas. Quelques années plus tard, Joseph alla s’établir à Chipoudy avec son frère Alexandre. Joseph eut plusieurs problèmes avec la justice. En 1724, il dut se présenter au conseil d’Annapolis pour avoir maltraité un autre Acadien. En 1726, il fut accusé d’être le père d’un enfant illégitime. Il nia l’accusation mais fut emprisonné pendant quelque temps pour avoir refusé de payer une pension pour l’enfant.
Joseph Broussard emménagea au Cran vers 1740. Il prêta main-forte aux troupes de Nicolas-Antoine Coulon de Villiers lors de la bataille de Grand-Pré, en 1747. Le 21 octobre de la même année Joseph Broussard et 11 autres personnes furent déclarés hors-la-loi par William Shirley, gouverneur du Massachusetts, pour avoir ravitaillé les forces françaises.

### Guerre de Sept Ans
Durant la guerre de Sept Ans, Joseph Broussard, secondé de ses quatre fils et d’une partie de la population acadienne de l’isthme de Chignectou, mena une guérilla contre les troupes britanniques qui convoitaient la région. 
En juin 1755, les Britanniques assiégèrent le fort Beauséjour. Lors d’une de ces escarmouches, Broussard captura un officier anglais. Le 16 juin, jour même de la capitulation du fort, Broussard attaqua le camp anglais avec 60 hommes, Acadiens et Amérindiens, ne perdant qu’un seul homme. Le 18 juin, muni de sauf-conduit, il alla rencontrer le lieutenant-colonel Robert Monckton, se proposant d’agir comme médiateur entre les Anglais et les Amérindiens à la condition qu’on lui accorde l’amnistie. Monckton accepta l’arrangement.
Lors de la déportation des Acadiens, Joseph Broussard s'est probablement réfugié avec sa famille dans la forêt. Il s'est vraisemblablement allié avec Charles Deschamps de Boishébert et d'autres chefs de famille de la région pour se défendre contre les Anglais durant la bataille de Petitcoudiac, en septembre 1755. Peu de temps après, Joseph Broussard, sous les ordres du gouverneur, arma un petit corsaire et réussit à capturer quelques bateaux anglais dans la baie de Fundy.
C'est probablement lors du raid de George Scott, en novembre 1758, qu'il fut blessé au pied, ce qui le força à se réfugier près du fleuve Miramichi. Les Acadiens poursuivirent leur résistance jusqu'en 1761. En novembre de la même année, Joseph était réduit à la famine et dut se rendre, avec sa famille et d'autres résistants, au colonel Joseph Frye (en), commandant du fort Beauséjour. Ils furent emprisonnés dans ce fort puis au fort Edward, avant d'être transférés à l'île Georges, où ils furent détenus jusqu'à la signature du Traité de Paris, en 1763.

## Postérité
La ville de Broussard, en Louisiane, est nommée en son honneur.
L'auteur-compositeur-interprète Alexandre Belliard a composé une chanson à l'honneur de Joseph Brossard dans son projet culturel de Légendes d'un peuple.
Les groupes de musique Beausoleil-Broussard et BeauSoleil sont également nommés en son honneur.
Beausoleil est un projet de fusion de toutes les municipalités de la péninsule acadienne en une seule cité de 50 000 habitants, dont le chef-lieu serait situé à Pokemouche.
Beausoleil est l'un des personnages central du roman d'Antonine Maillet : Pélagie-la-Charrette, publié en 1979.
Une partie de son histoire de héros militant acadien est racontée dans le long métrage documentaire « Zachary Richard, toujours batailleur » du cinéaste acadien Phil Comeau.
Il est l'ascendant de Tina Knowles (née Beyoncé), la mère de Beyoncé et Solange.